# Tikkurilantie
Tikkurilantie, est une rue de Vantaa en Finlande,.

## Présentation
Tikkurilantie est une rue principale qui commence à Hakkila et se termine à Hämeenlinnanväylä à Piispankylä. 
la Tikkurilantie traverse huit quartiers : Hakkila, Jokiniemi, Tikkurila, Viertola, Koivuhaka, Veromies, Viinikkala et Piispankylä. 
Le troncon entre Hakkila et Viertola a fait partie de l'historique Route royale, et ce tronçon est aussi connue sous le nom de Kuriiritie. 
La Tikkurilantie traverse, entre autres, la Keravanjoki, la Tuusulanväylä et le Vantaanjoki.

## Bâtiments
- Siège de la Police criminelle centrale
- Musée du Crime
- Usine culturelle Vernissa
- Veininmylly
- Théâtre de Vantaa

## Galerie

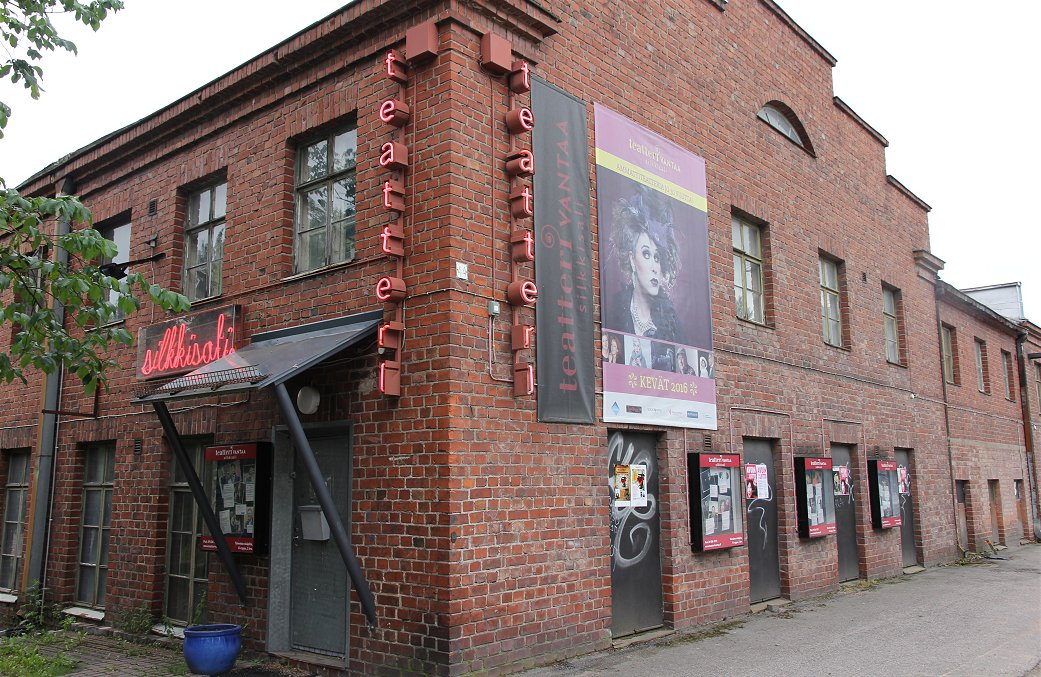
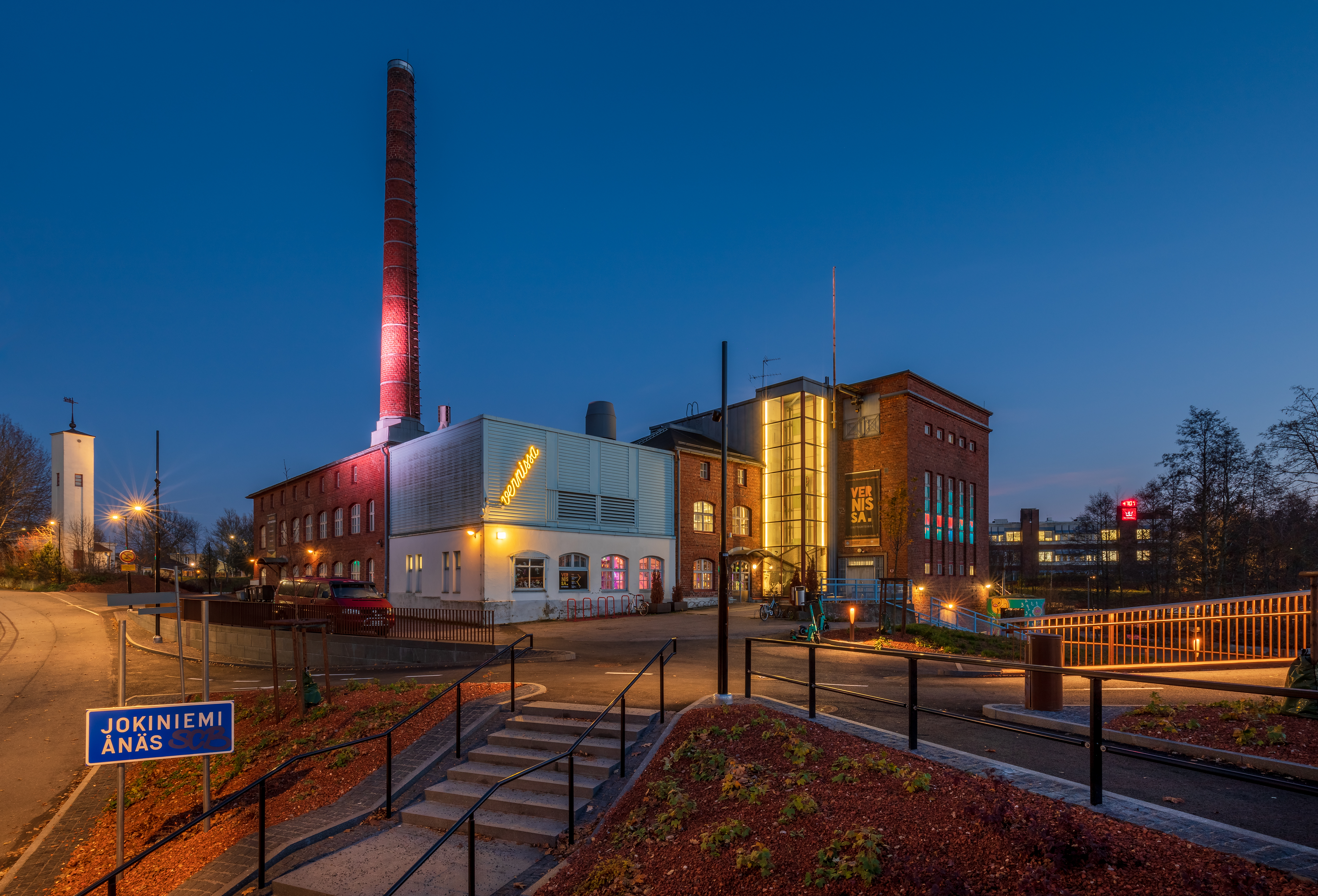
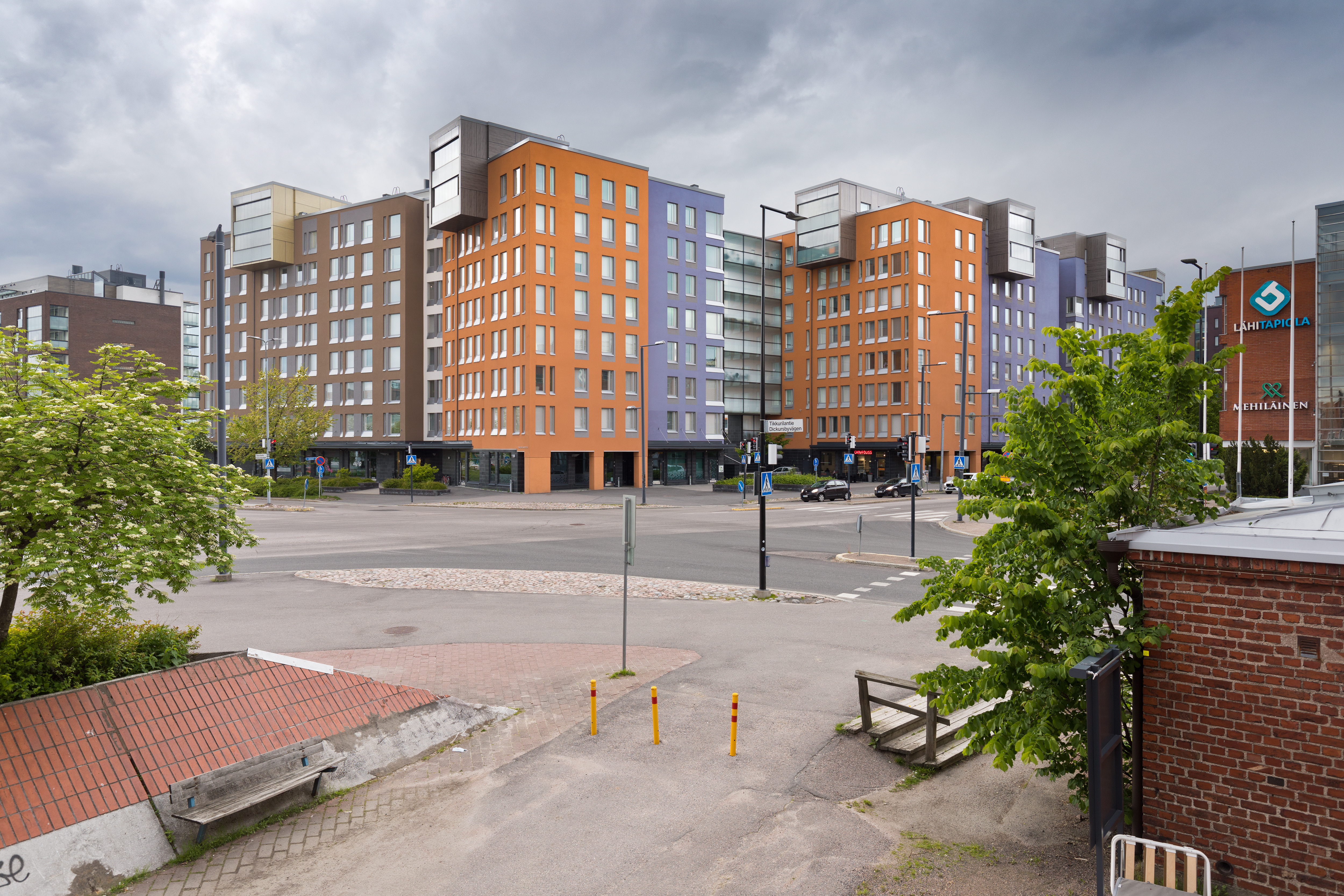